# Pseudolmedia boliviana
Pseudolmedia boliviana är en mullbärsväxtart som beskrevs av C.C.Berg och Villav.. Pseudolmedia boliviana ingår i släktet Pseudolmedia och familjen mullbärsväxter. Inga underarter finns listade i Catalogue of Life.